# ونستون غارلاند
ونستون غارلاند (بالإنجليزية: Winston Garland)‏ مواليد 19 ديسمبر 1964 في غاري، هو لاعب كرة سلة أمريكي سابق. بدأ مسيرته الاحترافية في سنة 1987. تم اختياره من قبل فريق ميلووكي باكز خلال الدرافت. يبلغ طوله 6 قدم 2 بوصة (1.9 م). اعتزل اللعب في 1995. أحرز خلال مسيرته في الإن بي إيه 4799 نقطة بمعدل 9.4 نقاط في المباراة الواحدة.

## المسيرة الاحترافية
لعب مع غولدن ستايت ووريورز من سنة 1987 إلى 1990، ثم لعب مع لوس أنجلوس كليبرز من سنة 1989 إلى 1991، ثم لعب مع دنفر ناغتس في موسم 1991–1992، ثم لعب مع هيوستن روكتس في موسم 1992–1993، ثم لعب مع تريفيزو لكرة السلة في الدوري الإيطالي في موسم 1994–1995، ثم لعب مع مينيسوتا تمبر ولفز في موسم 1994–1995.

## روابط خارجية
- ونستون غارلاند على موقع إن بي أي (الإنجليزية)
- ونستون غارلاند على موقع سبورتس رفرنس (الإنجليزية)
- ونستون غارلاند على موقع كلية كرة السلة في سبورتس رفرنس.كوم (الإنجليزية)
- ونستون غارلاند على موقع ريلجم (الإنجليزية)
- ونستون غارلاند على موقع بروبوليرز (الإنجليزية)